# Summer of Love (Shawn Mendes e Tainy)
Summer of Love è un singolo del cantante canadese Shawn Mendes e del produttore discografico portoricano Tainy, pubblicato il 20 agosto 2021.

## Video musicale
Il video musicale, reso disponibile in concomitanza con l'uscita del brano, è stato girato a Maiorca, in Spagna.

## Tracce
Testi e musiche di Shawn Mendes, Marcos Masis, Alejandro Borrero, Andrew Jackson, Gregory Aldae Hein, Ido Zmishlany, Ivanni Rodríguez, Randy Class, Sarah "Solly" Solovay e Scott Harris.
1. Summer of Love – 3:04

## Formazione
- Shawn Mendes – voce
- Tainy – programmazione, produzione, missaggio, registrazione
- Neon16 – produzione
- Ido Zmishlany – programmazione, co-produzione, registrazione
- Chris Gehringer – mastering

## Classifiche

### Classifiche settimanali
| Classifica (2021) | Posizione massima |
| ----------------- | ----------------- |
| Argentina         | 96                |
| Austria           | 64                |
| Belgio (Fiandre)  | 18                |
| Belgio (Vallonia) | 24                |
| Canada            | 17                |
| Croazia           | 20                |
| Germania          | 79                |
| Grecia            | 64                |
| Irlanda           | 50                |
| Libano            | 7                 |
| Lituania          | 34                |
| Norvegia          | 36                |
| Paesi Bassi       | 44                |
| Perù              | 188               |
| Polonia           | 5                 |
| Portogallo        | 62                |
| Regno Unito       | 62                |
| Repubblica Ceca   | 49                |
| Romania           | 83                |
| Slovacchia        | 34                |
| Stati Uniti       | 48                |
| Sudafrica         | 71                |
| Svezia            | 48                |
| Svizzera          | 44                |

### Classifiche di fine anno
| Classifica (2021) | Posizione |
| ----------------- | --------- |
| Polonia           | 68        |